# Lonely Planet

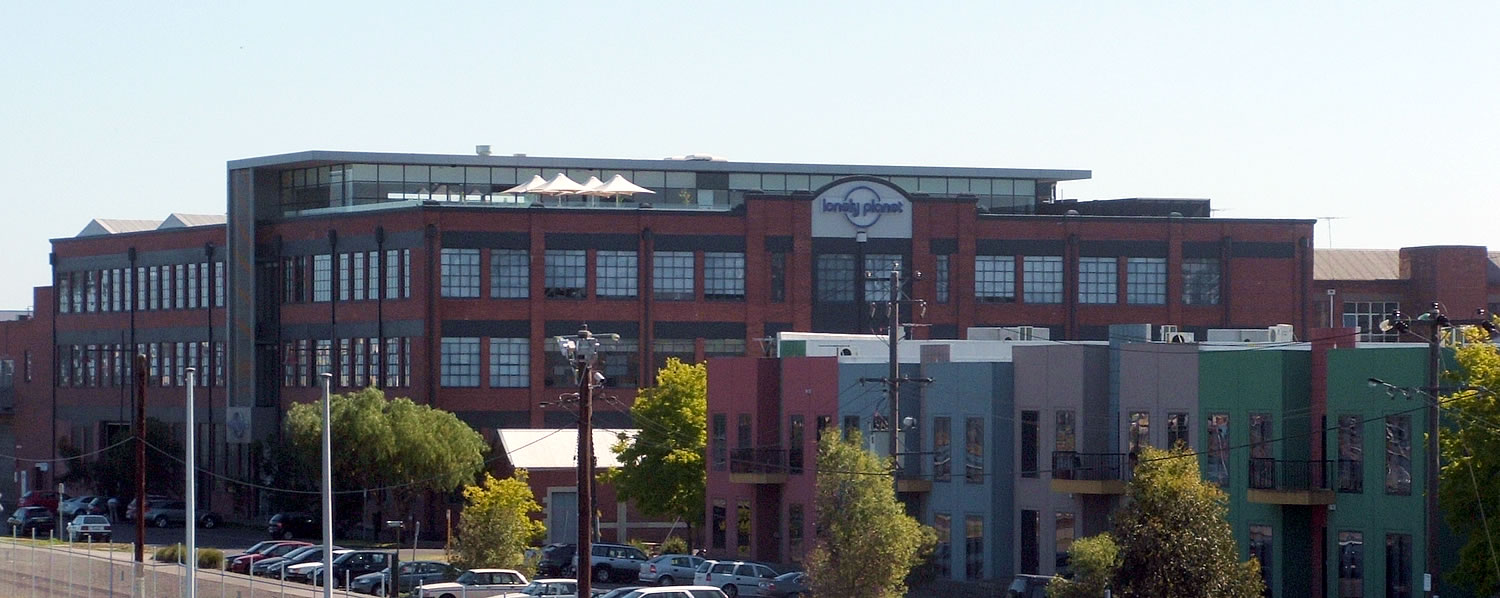
Siedziba firmy w Footscray w Australii

Lonely Planet – wydawnictwo, zajmujące się przede wszystkim edycją przewodników turystycznych. Było jedną z pierwszych oficyn wydawniczych specjalizujących się w wydawaniu przewodników dla turystów o ograniczonych zasobach finansowych, w tym ludzi młodych i studentów. W 2007 r. spółka została wykupiona przez BBC Worldwide – komercyjną agendę BBC, która posiada 75 procent udziałów. Lonely Planet wydało dotychczas ponad 500 pozycji, głównie przewodników turystycznych, poradników i rozmówek w ośmiu językach, łączny nakład roczny publikacji sięga 6 milionów egzemplarzy. Obecnie firma zatrudnia 500 osób i 300 autorów.

## Historia
Wydawnictwo założone zostało przez małżeństwo Brytyjczyka Tony’ego Wheelera z Australijką Maureen. Pierwszym przewodnikiem, który napisali wspólnie, był wydany w r. 1972 Across Asia on the Cheap, będący de facto opisem ich podróży poślubnej. Pozycja ta sprzedała się w nakładzie 1500 egzemplarzy w ciągu tygodnia. W ciągu następnych lat przewodniki wydawnictwa, pisane ostrym językiem pełnym kolokwializmów i zawierające informacje mogące zainteresować młodego czytelnika, zyskały przydomek Bible for backpackers („Biblii turystów z plecakiem”). W r. 2007 75% udziałów w firmie zostało sprzedane za 130,2 mln funtów szterlingów brytyjskiemu koncernowi medialnemu BBC, który zapowiedział rozwijanie jej działalności w kierunku multimediów i technik cyfrowych.
W 2013 roku BBC Worldwide sprzedała 100% udziałów Lonely Planet amerykańskiej firmie NC2 Media.

## Kontrowersje

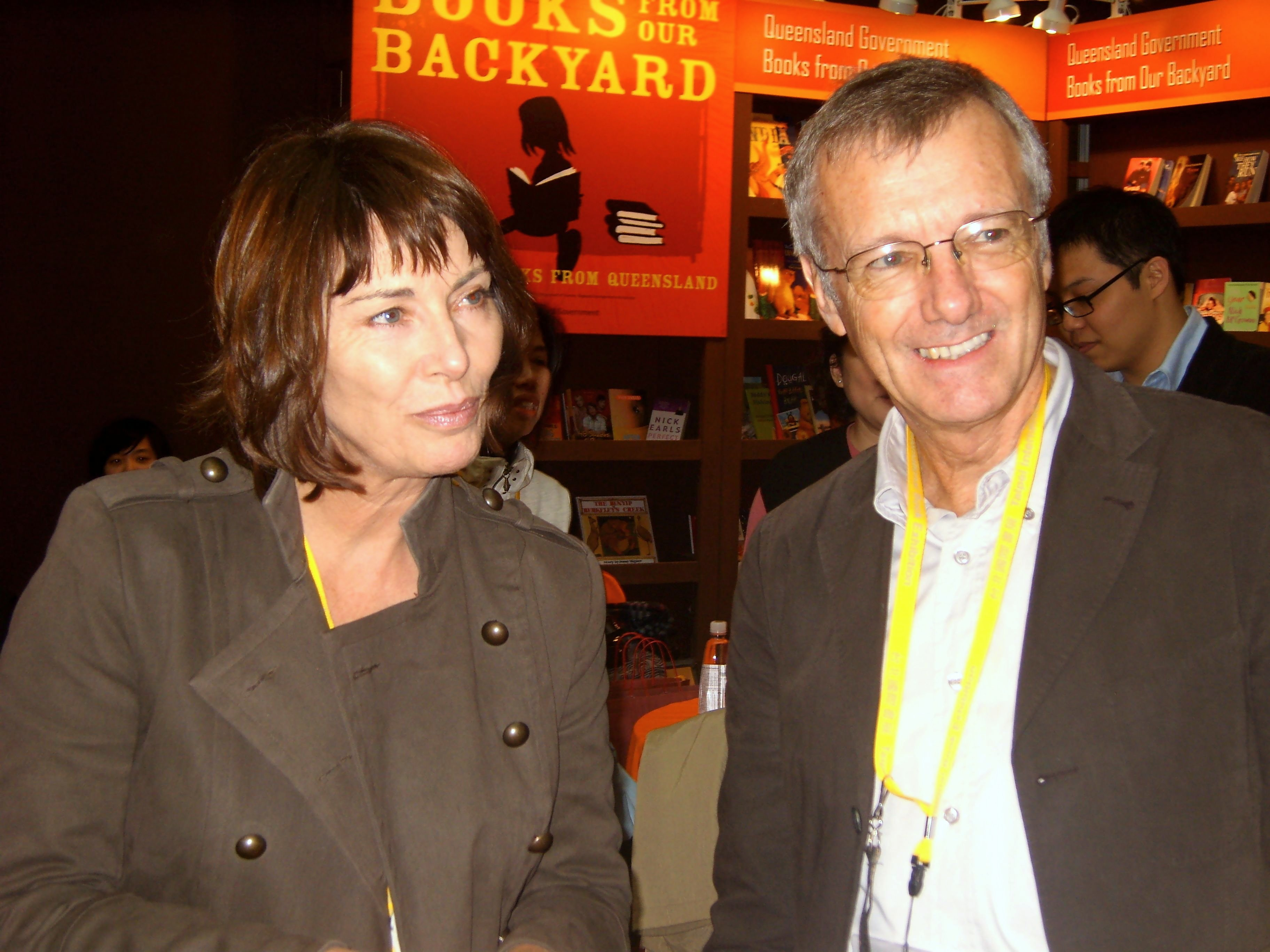
Maureen i Tony Wheeler

Przewodniki Lonely Planet są krytykowane m.in. za wspieranie reżimów przez promocję turystyki w krajach, w których nie są przestrzegane prawa człowieka, głównie Birmie. Z tego powodu Kongres Związków Zawodowych (Trade Union Congress) wezwał w r. 2008 do bojkotu publikacji wydawnictwa. Firma jest także pomawiana o plagiaty, a także pisanie o miejscach, w których nie byli ich autorzy. Pozycjom wydawnictwa zarzuca się również narażanie opisywanych miejsc na niekontrolowaną inwazję turystów i autorytarne sądy krzywdzące opisywane miejsca.